# Novembre

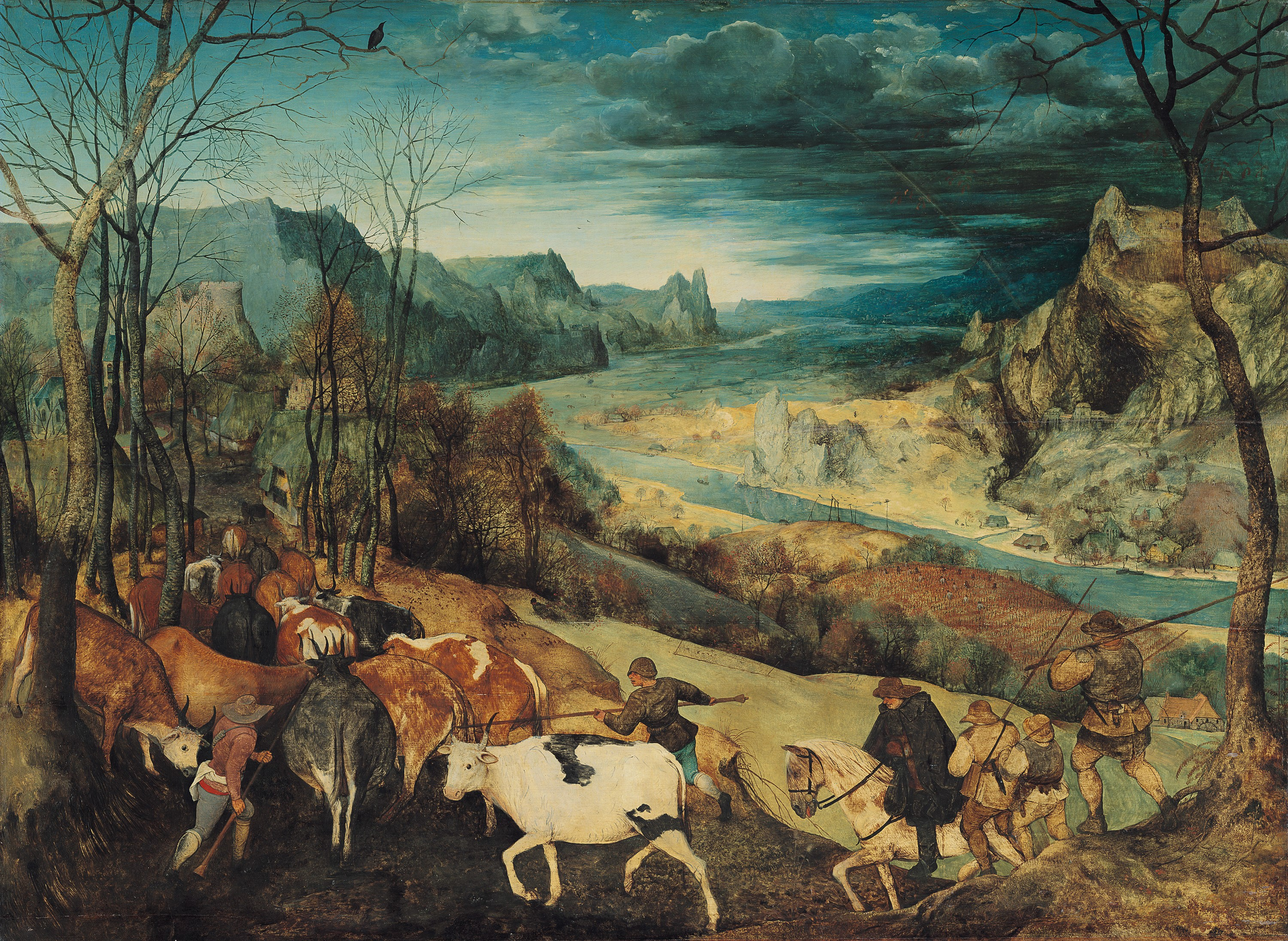
Pieter Bruegel il Vecchio, Ritorno delle greggi, V ambientato in novembre

Novembre è l'undicesimo mese dell'anno secondo il calendario gregoriano e il terzo e ultimo mese dell'autunno nell'emisfero boreale e della primavera nell'emisfero australe. Conta 30 giorni e si colloca nella seconda metà di un anno civile.

## Storia

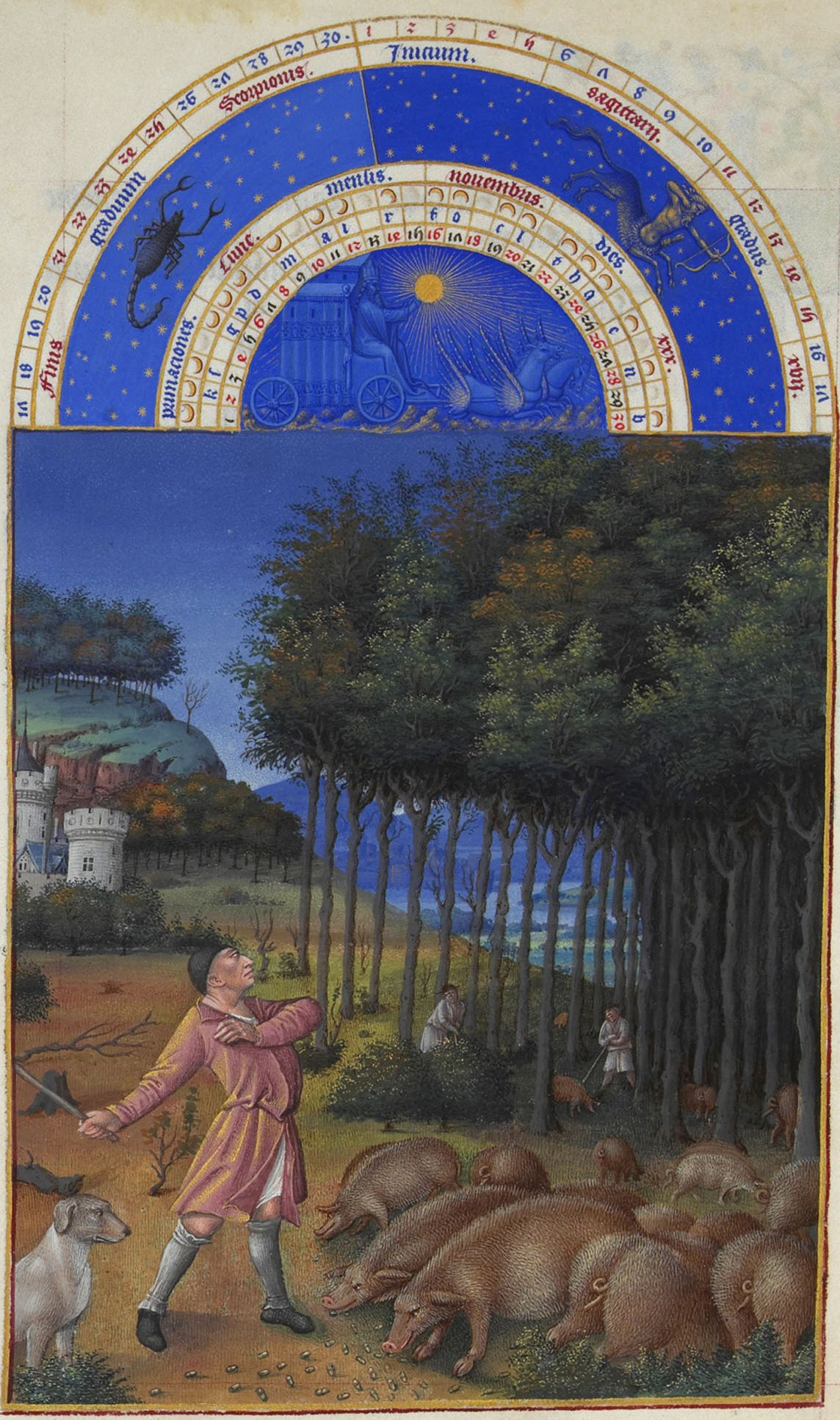
Novembre, dal Très Riches Heures du duc de Berry

Il nome deriva dal latino november, novembris, derivato a sua volta da novem, nove, perché era il nono mese del calendario romano, che incominciava con il mese di marzo.

## Cultura
In questo mese si ricordano i defunti, sicché novembre è soprannominato anche «mese dei morti», per il progressivo avanzare dell'oscurità e perdita di vitalità della natura.
I segni zodiacali del mese di novembre sono lo Scorpione (dal 23 ottobre al 22 novembre) e il Sagittario (dal 23 novembre al 21 dicembre).
I primi giorni del mese possono essere caratterizzati da un breve periodo di belle giornate, culminanti l'11 novembre, giorno conosciuto come estate di san Martino per l'improvvisa mitezza del clima. Il poeta Giovanni Pascoli ha dedicato all'incanto di questo fenomeno, singolare quanto fugace e illusorio, un componimento in versi intitolato Novembre.

## Ricorrenze
Il primo di novembre ricorre la solennità di Ognissanti e il giorno seguente la Commemorazione dei defunti.
Il 7 novembre è l'anniversario della rivoluzione d'ottobre.
Il 27 di novembre ricorre la Festa della Madonna della Medaglia miracolosa.
Altre ricorrenze di notorietà internazionale sono il Black Friday e il Giorno del ringraziamento.